# Studio di mani

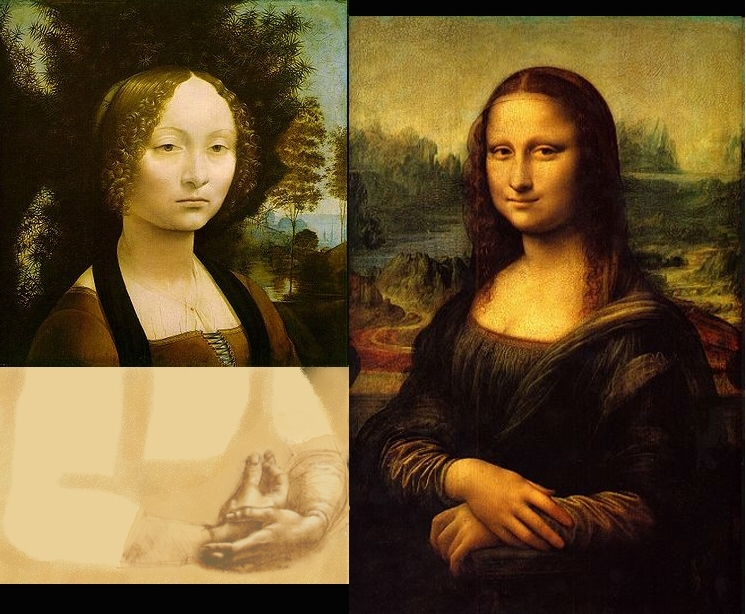
Ricostruzione e confronto del Ritratto di Ginevra de' Benci con la Gioconda

Lo Studio di mani è un disegno a punta d'argento e lumeggiature di biacca su carta preparata in tinta rosa (21,4x15 cm) di Leonardo da Vinci, databile al 1474 circa e conservato nella Royal Library del Castello di Windsor (n. 12558).

## Descrizione e stile
Il foglio viene spesso riferito al Ritratto di Ginevra de' Benci (1474 circa, National Gallery of Art, Washington), di cui sarebbe uno studio preparatorio per le mani, che come è noto vennero asportate con una riduzione della tavola in epoca imprecisata. Appare meno probabile, sebbene sia stato ipotizzato, che si tratti di uno studio per la Gioconda, essendo infatti la figura ritratta di tre quarti sì, ma voltata verso destra invece che verso sinistra.
Le mani sono rappresentate con un doppio studio per la destra: adagiata nella mano sinistra in una prima ipotesi, alzata e reggente qualcosa nello studio condotto più a fondo. Questa seconda posizione rende le mani molto simili a quelle del busto di Andrea del Verrocchio della cosiddetta Dama col mazzolino (1475 circa, Museo del Bargello, Firenze), tanto che alcuni in passato avevano attribuito l'intera scultura a Leonardo.
Nel foglio si vede anche un piccolo profilo grottesco, testimonianza di come Leonardo usasse e riusasse i fogli per fissare i molteplici spunti che sovvenivano alla sua mente.